# ديندن
ديندن هو ممثل هزلي ‏ وممثل ياباني، ولد في 23 يناير 1950 بتشيكوشينو في اليابان.

## أعمال

### أفلام
- (2000)  ذا كورس 2
- (2012) مثل شخص واقع في الحب[3][4]
- (2022) احد الرجال

## وصلات خارجية
- ديندن على موقع IMDb (الإنجليزية)
- ديندن على موقع ألو سيني (الفرنسية)
- ديندن على موقع قاعدة بيانات الفيلم (الإنجليزية)